# قادو قادو
قادو-قادو (بالإندونيسية: Gado-gado)‏ (أو باللغة البتاوية)، المعروفة أيضا باسم لوتك (lotek) في (اللغة سوندية أو اللغة الجاوية)، هي سلطة من المطبخ الإندونيسي 
تتكون من خضروات مقشرة مغلية، مسلوقة أو مبخرة بطريقة خفيفة، و بيض مسلوق، وتوفو مقلي و تيمبي، و لونق تونق (أرز ملفوف في ورق الموز)، وتقدم بعد أن تغطى بطبقة خفيفة من صلصة الفول السوداني.

## المكونات

### أضافة صلصة الفول السوداني

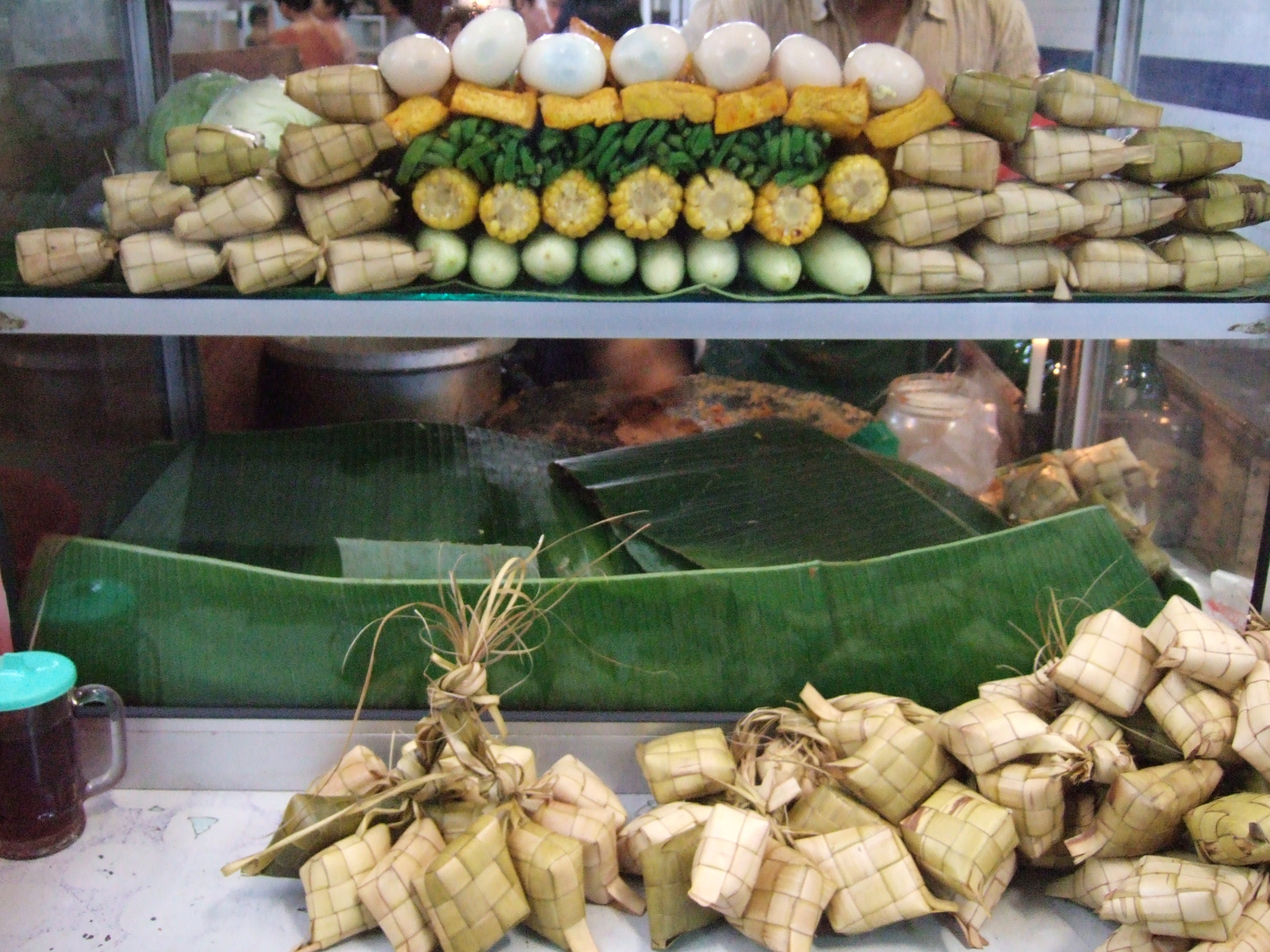
عرض مكونات طبق قادو قادو.

يتم الحصول على أكثر النكهات في قادو قادو من خليط يعرف محليا باسم (bumbu kacang) وهو خليط مصنوع من صلصة الفول السوداني لها. قادو قادو له طعم حلو قليلا مع طعم حار ومالح. المكونات الأساسية المشتركة لصنع صلصة الفول السوداني هي كما يلي:
- فول سوداني مقلي ومطحون (الفاصوليا قد تكون بديلا لطعم غني)
- سكر جوز الهند/سكر النخيل (بديل لـ سكر بني إذا كان غير متوفر)
- فلفل حار (وفقا للتفضيل ودرجة المطلوبة من كمية البهارات والتوابل)
- terasi (معجون روبيان مجفف)
- ملح الطعام
- عصير تمر هندي
- ليم
- الماء لتخفيف

### الخضار

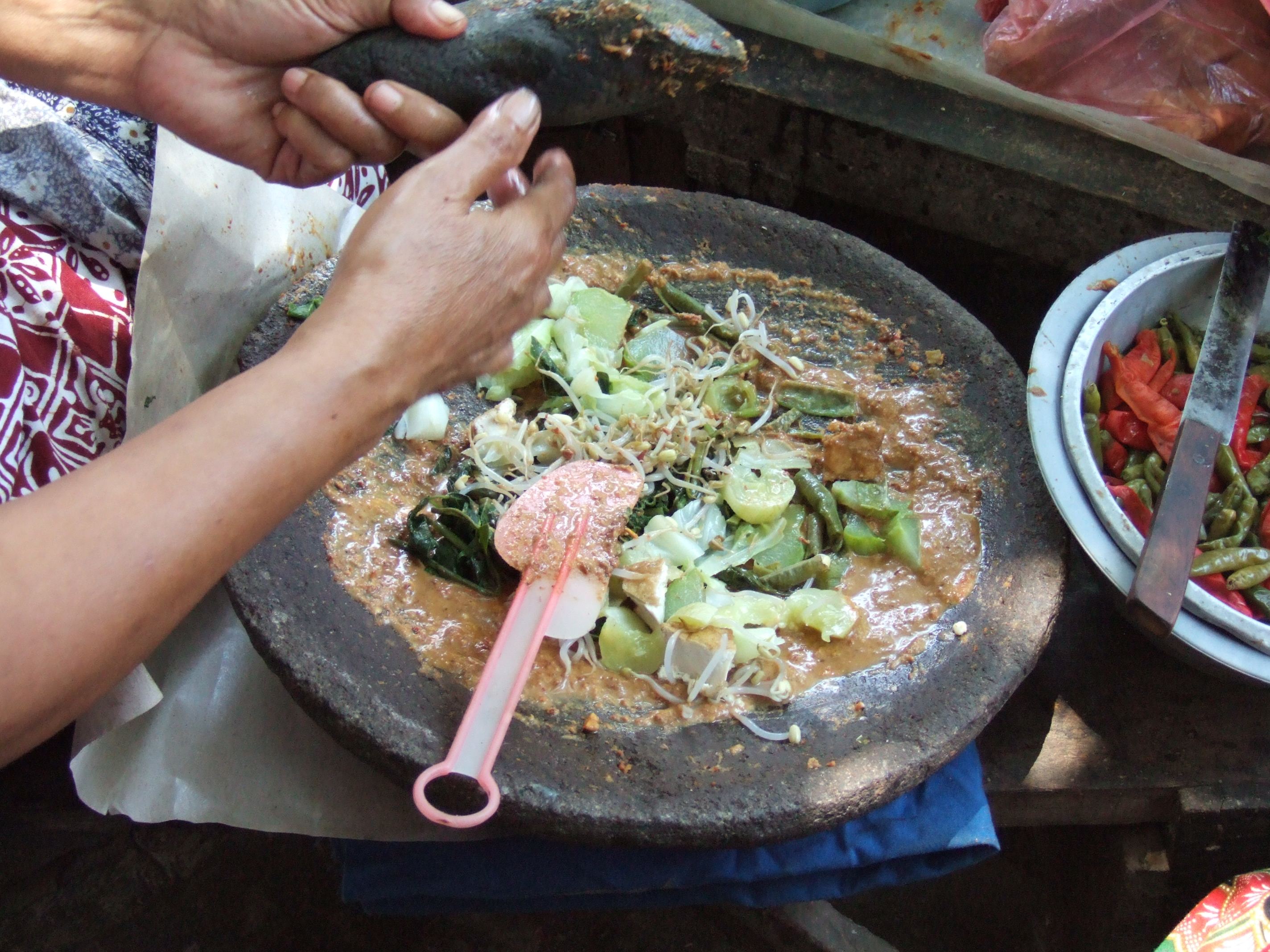
طريقة الاندونيسية التقليدية لصنع قادو-قادو.

مكونات سلطة الخضار تختلف إلى حد كبير، ولكن عادة ما تتكون من خليط من بعض ما يلي:
- سلق خفيف لشرائح الخضروات الخضراء المقشرة (مقطعة - مفرومة)، مثل الملفوف، كانغكونغ (kangkung)، السبانخ، براعم الفاصوليا، فاكهة جاكية طازجة ومسلوقة ولابوسيام (chayote)، الفاصوليا الخضراء، قرع مر والذرة.
- شرائح - مسلوقة من البطاطس
- شرائح - غير مطبوخة من خيار
- بيض مسلوق، مقشر ومقطع إلى شرائح.
- شرائح - المقلية من التوفو وتيمبي

من المعتاد، في خارج اندونيسيا، يتم الاستغناء عن الخضروات غير المتوفرة. وتسلق بطريقة خفيفة جميع المكونات، بما في ذلك الخضروات والبطاطس وبراعم الفاصوليا، باستثناء التوفو وتيمبي الذي يقلى، والخيار يقدم طازجا بعد أن يقطع إلى شرائح. يتم خلط الخضار المقشرة وغيرها من المكونات جيدا مع صلصة الفول السوداني.

## وصلات خارجية
- وصفة قادو قادو
- وصفة قادو قادو سورابايا
- وصفة قادو قادو
- وصفة قادو قادو مع اللحم البقري ( تتضمن صورة)